# セメレーニ・オスヴァルド
セメレーニ・オスヴァルド（ハンガリー語: Szemerényi Oszvald János Lajos [ˈsɛmɛreːɲiˌˈosvɒldˌˈjaːnoʃˌˈlɒjoʃ] セメレーニ・オスヴァルド・ヤーノシュ・ラヨシュ、(1913年9月7日 – 1996年12月29日)、英語: Oswald John Louis Szemerényi オズワルド・ジョン・ルイズ・セメレーニ）はロンドン生まれのハンガリー人言語学者。専門は印欧語比較文法。

## 概略
ロンドンで生まれたものの教育は祖国ハンガリーで受け、その後大学で教鞭を取るが、第二次世界大戦の政治的混乱を避けてイギリスへ移住。生活のためのBBC勤務を経て、ようやく英国ベッドフォード大学講師に任命されたのが1952年である。
このような背景から、政治に対する興味も強く、自叙伝では遺作として "The shift of power in world history and its consequences" と著すと予告したが、結局日の目を見ることはなかった。
セメレーニの研究分野は、著作集 Scripta Minora （論文集）4巻と同じように、
1. 印欧比較文法（比較言語学）
2. ラテン語の研究
3. ギリシャ語の研究
4. その他（特にイラン系言語の研究）

となる。ただ、ラテン語・ギリシャ語などの研究とは言うものの、セメレーニの眼は常に印欧語比較文法／言語学に向いている。そして、個別言語から印欧祖語の再建と、印欧祖語から各個別言語への発展過程の解明に力が注がれている。
セメレーニの著作は、改訂版、翻訳などもすべて含めて、下記の如く23点に上る（なお論文集Scripta Minora4巻は1冊とみなす。また "Studies in the Kinship Terminology in the IE Languages…" など専門雑誌に掲載の長編論文も、"Bibliographie Linguistique" の基準に従って単著書と数える）。

## Einführung in die vergleichende Sprachwissenschaft
このうち主著は、何と言っても "Einführung in die vergleichende Sprachwissenschaft"（『比較言語学概論』）である。1970年に初版発行以来、1980年2版、1989年改訂3版、1990年4版（但し、実際の出版年は1991年）まで発行され、またスペイン語（Editorial Gredos, 1978年）、ロシア語（Moscow, 1980年）・イタリア語(Milan, 1985年）・英語（Clarendon Press, Oxford, 1996年）に翻訳された事をみても明瞭である。本書は、書名に「印欧語」とはうたっていないものの、実質的には『印欧比較言語学概論』であり、音韻論と形態論からのみなり統語論は含まない。しかし、300頁を越えるまとまった形での印欧語言語学概論は、アントワーヌ・メイエの主著 "Introduction à l'étude comparative des langues indo-européennes"（1903年初版、1937年8版）以来のものであり、さらにメイエのものと違って自説を展開しながらも異説・参考文献の非常に広く紹介している。多くの専門家が必読書として挙げる所以である。
なおセメレーニは、1950年代後半に、内容的には Einführung を凌ぐ "Introduction to IE Philology" をほぼ書き上げていた。原稿段階で168頁が印欧諸語の概観、169－346頁音韻論であった。この本は Einführung 初版（1970年, 12頁）にも "...für 1972 geplanted Buch Introduction to Indo-European Philology"
と具体的な書名及び出版予定年まであげて出版が予告された。（なお1978年のスペイン語訳では、この箇所は"...mi proyectado libro Introduction to Indo-European Linguistics"と出版予定年は消え、書名も変更されている）。この英語のIntroductionは1978年に至ってその出版が最終的に見送られる事になったのだが、その原因はセメレーニの言葉をそのまま借りれば、"I did not work hard enough"（Introduction to IE Linguistics, vii)という事であり、ドイツ語版Einführung出版の陰で棚上げされた格好となったものである。
その一方、Einführung 英訳の話は1972年3月に遡る。原著の出版社（Wissenschaftliche Buchgesellschaft）から、カリフォルニア在住のDr.Eugene E.Flajserが翻訳を申し出ている旨の連絡を受け、また同氏がカリフォルニア大学バークレー校の教授Dr.Madison BeelerのEinführungに対する高評価を参照している事を知ったのである。そこで、セメレーニはBeeler教授に手紙を出し、こう告げた。「Introduction to IE philologuが、今年は無理でも来年には必ず英語で出版されます。」と。その真意は、言うまでもなく「英語訳の出版は、英語版Introduction出版を阻害しかねないので止めてほしい」という事。つまり、Einführung英語訳の出版は、セメレーニ自らが消滅させたものであり、その意味で、永眠の直前に待望の英訳の出版を見られた事は何よりであった。
なお、セメレーニの英語版Introductionへの執着の強さは相当なものがあり、Einführung第3版（1989年、13頁）にも他書の紹介に当たって括弧付きで、「著者自身も10余年前に、その規模は劣るものの完成させていた。。。」と間接的に言及している事からもうかがえる。

## Richtungen der modernen Sprachwissenschaft
第二の主著 "Richtungen der modernen Sprachwissenschaft, I 及び II" は現代言語学の歴史を、広い視野から説いたもので、セメレーニが単なる比較言語学者でなく、一般言語学・文法理論など広い分野を研究対象としていた事が良く分かる。自叙伝では続編の第3巻（1960年から1990年まで対象）の出版を希望している旨の発言があったが、叶わなかった。
以上の主著のほか、あらゆる印欧諸語と印欧比較言語学に関する著作・論文があるが、セメレーニの特徴を一言で述べるとすれば、その「徹底性 (exhaustiveness)」であろう。著作時点で入手可能な資料・先行論文をくまなく精査・精読し、その一々に対して自らの所説と立場を明らかにして行く。自らが建てた仮説に対する反証事例はことごとく説明し切る。その最も良い例が、Pierre Chantraine著 Dictionnaire étymologique de la langue grecque（『ギリシャ語語源辞典』）に対する書評であろう。分冊刊行された辞典に対して、3回にわたり合計約50ページにわたる詳細な書評である。その行き届いた徹底振りに、著者（全冊完成を見ずに死去したが）みずからが「本辞典の利用者は、セメレーニの書評の写しを共に使用することを薦める」と言ったほどである。

## 経歴
- 1913年9月7日 ロンドンで生まれる（於 London Lying-in 病院）
- 1923年 Ujpest 地区の Imre Madach・ギムナジウム入学
- 1932年 Eötvös College研究員
- 1940年 結婚（11月5日、妻Elizabeth Köver）
- 1941年 初刊行本 Az indogermán l,r latin folytatása（ハンガリー語、『ラテン語における印欧語流音ソナント』）出版。於Budapest
- 1947年 エトヴェシュ・ロラーンド大学（ブダペスト大学）教授
- 1948年 英国へ移住
- 1952年 英国ベッドフォード大学（英語版）ギリシャ語学科講師
- 1960年 ロンドン大学比較言語学教授
- 1965年 フライブルク大学教授
- 1982年 イギリス学士院会員（FBA; Fellow of British Academy）
- 1996年12月26日 死去（フライブルク）

## 主要著書
- 1941年 Az indogermán l,r latin folytatása（『ラテン語における印欧語流音ソナント』）
- 1960年 Studies in the IE System of Numerals（『印欧語の数詞組織の研究』）, Heidelberg
- 1961年 Trends and Tasks in Comparative Philology （『比較言語学の傾向と課題』、ロンドン大学開講講義）
- 1964年 Syncope in Greek and IE and the Nature of IE Accent（『ギリシャ語と印欧語における母音消失、及び印欧語のアクセントの本質』）, Napoli
- 1970年 Einführung in die vergleichende Sprachwissenschaft（『比較言語学概論』）, Darmstadt
- 1971年 Richtungen der modernen Sprachwissenschaft（『現代言語学の傾向』）, I, Heidelberg
- 1977年 Studies in the Kinship Terminology in the IE Languages with Special Reference to Indian, Iranian, Greek and Latin （『印欧語における親族名称の研究』、Acta Iranica 16所収）
- 1978年 Introducción a la linguística comparative, Madrid （1970年の西語訳）
- 1979年 Direcciones de la linguística moderna, I （1971年の西語訳）
- 1980年 Vvedenie v sranitel'noe jazykoznanie （1970年の露語訳）

Einführung in die vergleichende Sprachwissenschaft（第2版）,Darmstadt
Four Old Iranian Ethnic Names: Scythian–Skudra–Sogdian-Saka（『四つの古代イラン系民族名称』、Sitzungsberichte der Österrichischen Akademie der Wissenschaften 371所収）, Wien
- 1982年 Richtungen der modernen Sprachwissenschaft, II（1971年の第2巻）, Heidelberg
- 1985年 Introducione alla linguistica indoeuropea, Milano（1970年の伊語訳）
- 1986年 Direcciones de la linguística moderna, II （1972年の西語訳）
- 1987年 Scripta Minora, Innsbruck （論文集）

第1巻：Indo-European 第2巻：Latin 第3巻：Greek
- 1989年 Einführung in die vergleichende Sprachwissenschaft（第3版）, Darmstadt

An den Quellen des lateinischen Wortschatzes（ラテン語語彙の起源）, Innsbruck
- 1991年 Einführung in die vergleichende Sprachwissenschaft（第4版）, Darmstadt

Summing up a life, Hochschulverlag （自叙伝）
Scripta Minora Volume IV（ラテン語・ギリシャ語以外の印欧諸語）, Innsbruck（1-4巻の別冊索引付き）
- 1996年 Introduction to Indo-European Linguistics, Oxford （1991年の英語訳）

## 主要論文
- 1951年 Vištāpa; BNF 2, 165-177
- 1952年 Greek μελλω; A historical and comparative study, AJPh 72, 346-358
- 1956年 Latin tantus quantus and the genitive of price. With an excursus on quando and Greek πηνίκα; Glotta 35, 92-114

Latin rēs and the IE long-diphthong stem nouns; KZ 73, 167-202
- 1959年 Latin hibermus and Greek χειμελινός. The formation of time-adjectives in the Classical Languages; Glotta 38, 107-125
- 1962年 Principles of etymological research in the IE languages; Fachtagung für indogermanische und allgemeine Sprachwissenschaft, Innsbruck, 175-212
- 1963年 Structuralism and substratum: IE and Semites in the Ancient Near East; Lingua 13, 1-29
- 1967年 The alleged IE *sor- ‘woman’; Kratylos 11, 206-221

The New Look of IE. Reconstruction and typology; Phonetica 17, 56-99
- 1968年 Si parentem puer verberit, ast olle plorassit; Beitrage zur ALten Geschichte und deren Nachleben, Festschrift für Franz Altheim zum 6.10.1968, Berlin, I, 173-191
- 1971年 The name of the Picentes; Sprache und Geschichte, Festschrift für Harry Meizer um 65, München, 531-544
- 1973年 Greek πολυς andπολλος;KZ 88, 1-31
- 1974年 Gaulish dedicatory formula; KZ 88, 246-286
- 1978年 Vedic šam, šam yoh, and šam(ča) yošča; InL 4, 159-184
- 1979年 Semitic influence on the Iranian lexicon I, 1-3; The Bible World, Essays in Honor of H.Gordon, NY, 221-237
- 1985年 Syntax, meaning, and origin of the IE particle kwe; Collectanea Philologica, Festschrift für Helmut Gipper zum 65, Baden-Baden, II, 747-775

（セメレーニは約150篇の論文を発表している。上記の「主要論文」は、自叙伝“Summing up a life”において、セメレーニ自身が選んだもの）

## 書評
- Pierre Chantraine, Dictionnaire étymologique de la langue grecque （『ギリシャ語語原辞典』）

## 記念論文集など
- A) Studies in Diachronic, Synchronic and Typological Linguistics: Festschrift for Oswald Szemerenyi on the occasion of His 65th Birthday
- B) Essays in Linguistics and Philology offered in honor of Oswald Szemerenyi on his occasion of 71st birthday, 1985
- C) Prehistory, History and Historiography of Language, Speech, and Linguistic Theory (Papers in Honor of Oswald Szemerenyi)
- D) Historical Philology: Greek, Latin and Romance: Papers in Honor of Oswald Szemerenyi II